# Anthony Ashley-Cooper (8e comte de Shaftesbury)
Pour les articles homonymes, voir Anthony Ashley-Cooper, Ashley et Cooper.
Anthony Ashley-Cooper, 8e comte de Shaftesbury (27 juin 1831 - 13 avril 1886) est un pair britannique.

## Biographie
Il est le fils d'Anthony Ashley-Cooper (7e comte de Shaftesbury). Il est cornet dans le Dorsetshire Yeomanry le 26 juillet 1856 et est promu lieutenant le 21 janvier 1857. Le 27 janvier 1857, il est nommé sous-lieutenant du Dorset. Il démissionne de sa commission Yeomanry en avril 1859. Il est député libéral de Kingston upon Hull de 1857 à 1859 et de Cricklade de 1859 à 1865. Il est patron et membre de la Société pour la répression du commerce de l'opium .
Le 7 juin 1858, il est nommé lieutenant dans le régiment d'Antrim Royal Rifle of Militia. Le 16 mars 1860, il est nommé lieutenant dans le South Middlesex Rifle Volunteer Corps et démissionne le 6 septembre 1860 pour devenir capitaine du London Irish Volunteer Corps le 17 septembre.
Le 7 septembre 1860, il est promu au poste de capitaine dans la milice d'Antrim dont il démissionne au début de 1862. Il démissionne de sa commission dans le London Irish Volunteer Corps le 1er avril 1863. Le 6 février 1862, il est promu lieutenant-colonel du Dorsetshire Regiment of Militia, poste qu'il occupe jusqu'au 1er juin 1872.
Le 12 mai 1875, il est nommé lieutenant-commandant du London Corps of Royal Naval Artillery Volunteers et le 7 juin 1880, il devient commandant honoraire de la London Brigade, RNAV.

## Famille
Lord Shaftesbury épouse Harriet Augusta Anna Seymourina Chichester (décédée le 14 avril 1898), seule fille et héritière de George Chichester (3e marquis de Donegall), le 22 août 1857. Ils ont six enfants: 
- Margaret Ashley-Cooper (1858-1931), épouse le capitaine Theophilus Levett, fils de Theophilus John Levett
- Evelyn Ashley-Cooper (1865-1931), épouse James McGarel-Hogg, 2e baron Magheramorne et, en secondes noces, le capitaine Hon. Hugo Baring (sixième fils d'Edward Baring (1er baron Revelstoke))
- Mildred Ashley-Cooper (1867-1958), mariée à George Allsopp.
- Violet Ashley-Cooper (1868-1938), épouse Walter Erskine, 12e comte de Mar.
- Anthony Ashley-Cooper (9e comte de Shaftesbury) (1869-1961), épouse Constance Grosvenor, fille aînée de Victor Grosvenor, comte Grosvenor, fils aîné de Hugh Grosvenor (1er duc de Westminster)
- Ethel Maud Ashley-Cooper (1870-1945), épouse George Warrender (en) - elle est connue sous le nom de Maud Warrender, chanteuse et mécène de la musique, et amie personnelle du compositeur Edward Elgar et de sa femme.

Lord Shaftesbury se suicide le 13 avril 1886, six mois après être devenu comte.